# Chips Moman
Lincoln Wayne "Chips" Moman, född 12 juni 1937 i LaGrange i Georgia, död 13 juni 2016 i LaGrange, var en amerikansk musikproducent på American Sound Studios . Han producerade bland annat Elvis Presleys album From Elvis in Memphis. Moman bodde stora delar av sitt liv i LaGrange. Tidigare bodde han i bland annat Memphis och Nashville.